# Stichting Stamboek Ronde en Platbodemjachten
De Stichting Stamboek Ronde en Platbodemjachten (SSRP) is een Nederlandse behoudsorganisatie van historische vaartuigen.
De stichting is opgericht in 1955 in Amsterdam met als doel 'het bevorderen van de belangstelling voor het ronde en platbodemjacht'. Aan de oprichting ging een periode vooraf waarin werd opgeroepen om de teloorgang van traditionele scheepstypes en het verlies van kennis hierover tegen te gaan. De stichting groeide snel na de oprichting en ontwikkelde zich tot een (inter)nationaal kenniscentrum. Ze was een van de drie oprichters van de Federatie Oud-Nederlandse Zeilschepen, nu de Federatie Varend Erfgoed Nederland, waarbij de SSRP nog steeds is aangesloten. In 2020 vierde de SSRP haar 65e verjaardag.

## Schepenlijst
De SSRP onderhoudt een schepenlijst met nog varende schepen die aan de criteria van de stichting voldoen. De criteria beschrijven traditionele kenmerken van de schepen en scheepstypes. Eigenaren van schepen kunnen hun schip inschrijven en, na aantonen dat aan de criteria wordt voldaan, worden geregistreerd en ontvangen een plaquette met registratienummer. Sinds 1955 zijn de gegevens van circa 2700 schepen vastgelegd en gepubliceerd, waardoor een publiek toegankelijke database is ontstaan van de ontwikkelgeschiedenis van rond- en platbodemschepen.

## Criteriumcommissie
Aan inschrijving van een schip in het stamboek gaat een advies van de criteriumcommissie vooraf en een besluit van het bestuur van de SSRP. De criteriumcommissie bepaalt aan de hand van beschikbare informatie van een schip en/of een schouw in welke mate het schip aan de criteria voldoet.